# Kasson
Kasson é uma cidade localizada no estado americano de Minnesota, no Condado de Dodge.

## Demografia
Segundo o censo americano de 2000, a sua população era de 4398 habitantes.
Em 2006, foi estimada uma população de 5573, um aumento de 1175 (26.7%).

## Geografia
De acordo com o United States Census Bureau tem uma área de
5,2 km², dos quais 5,2 km² cobertos por terra e 0,0 km² cobertos por água.

## Localidades na vizinhança
O diagrama seguinte representa as localidades num raio de 20 km ao redor de Kasson.